# E961
För andra betydelser, se E961 (olika betydelser).
E961 eller Europaväg 961 är en europaväg som går mellan Tripoli och Gythio i södra Grekland. Längd 100 km.

## Sträckning
Tripoli - Sparta - Gythio

## Standard
Vägen är landsväg hela sträckan. 

## Anslutningar till andra europavägar
- E65